# Pete Townshend
Peter Dennis Blandford "Pete" Townshend (* 19. května 1945) je anglický rockový hudebník, skladatel, multiinstrumentalista, zpěvák a spisovatel, známý především jako kytarista a skladatel rockové kapely The Who, ale také svou sólovou kariérou. Jeho kariéra s The Who trvá již 50 let, během kterých se kapela stala jednou z nejvlivnějších kapel 60. a 70. let.
Townshend je hlavním skladatelem The Who, pro které napsal přes 100 písní na 11 studiových alb, včetně konceptuálních alb a rockových oper Tommy a Quadrophenia. Také napsal přes 100 písní, které se objevily na jeho sólových albech, stejně jako rádiové a televizní znělky. Ačkoliv je známý především jako kytarista, hraje také na další nástroje jako jsou klávesy, banjo, akordeon, harmonika, ukulele, mandolína, housle, syntezátor, baskytara nebo bicí. Na všechny nástroje se naučil hrát sám.
Townshend rovněž píše články do novin a magazínů, knižní recenze, eseje, knihy a scénáře, ale také spolupracuje jako textař a skladatel na řadě dalších hudebních projektech. Townshend se umístil na třetím místě v žebříčku nejlepších kytaristů v knize The New Book of Rock Lists od Davea Marshe, na desátém místě v žebříčku 50 nejlepších kytaristů podle Gibson.com a opět na desátém místě v žebříčku 100 nejlepších kytaristů všech dob vydaném v roce 2011 v magazínu Rolling Stone. V roce 1990 byl jako člen The Who uveden do Rock and Roll Hall of Fame.

## Dětství a vzdělání
Peter Dennis Blandford Townshend se narodil 19. května 1945 v západním Londýně, deset dní po kapitulaci Německa v druhé světové válce. Pochází z hudební rodiny: jeho otec Cliff Townshend byl profesionálním altovým saxofonistou v The Squadronaires, taneční skupině pro Royal Air Force, a jeho matka Betty (rozená Dennis) byla zpěvačkou v Sydney Torch and Les Douglass Orchestras. Townshendovi měli velmi nestabilní manželství, protože oba silně pili a měli ostou povahu. Cliff Townshend byl často mimo domov na turné se svou kapelou, zatímco Betty měla milostný poměr s jinými muži. Rozešli se, když byl Pete ještě batole a byl poslán ke své babičce z matčiny strany Emmě Dennis, kterou Pete později popsal jako „klinicky choromyslnou“. Dvouleté odloučení skončilo, když si Cliff a Betty společně koupili dům na Woodgrange Avenue v londýnském Actonu, a Pete se šťastně vrátil ke svým rodičům.
Townshend neměl v dětství mnoho přátel, a tak trávil mnoho času čtením dobrodružných románů jako Gulliverovy cesty nebo Ostrov pokladů. Užíval si časté rodinné výlety k anglickému pobřeží nebo na Isle of Man. Na jednom z těchto výletů v létě 1956 viděl film Rock Around the Clock, který zažehl jeho fascinaci americkým rock and rollem. Nedlouho poté viděl vystoupení Billa Haleyho v Londýně, což byl první koncert, na kterém Pete byl. V té době neusiloval o kariéru profesionálního hudebníka; místo toho se chtěl stát novinářem.
Poté, co Townshend složil zkoušku Eleven Plus, byl přijat na Acton County Grammar School. Na Acton County byl často šikanován kvůli svému velkému nosu a tato zkušenost ho hluboce ovlivnila. Jeho babička Emma mu na Vánoce 1956 koupila jeho první kytaru, poměrně levný španělský model. Ačkoliv ho otec několik akordů naučil, Townshend si převážně hraní osvojil sám a nikdy se nenaučil hudbu číst. Townshend a jeho kamarád ze školy John Entwistle spolu založili kapelu the Confederates, ve které hrál Townshend na banjo a Entwistle na lesní roh. Hráli především skladby Ackera Bilka, Kennyho Balla a Lonnieho Donegana. Nicméně oba velmi ovlivnil tehdy stále populárnější rock and roll a Townshend obdivoval zejména „Move It“, debutový singl Cliffa Richarda. Townshend odešel od the Confederates po rvačce s jejich bubeníkem Chrisem Sherwinem a ve starožitnictví své matky si koupil „obstojně dobrou československou kytaru“.
Townshendovi bratři Paul a Simon se narodili v letech 1967 a 1960, v tomto pořadí. Protože Pete neměl dostatečně dobré výsledky, aby šel na univerzitu, rozhodoval se mezi uměleckou školou, hudební školou, nebo prací. Nakonec se rozhodl studovat grafický design na Ealing Art College, kam se zapsal v roce 1961. Na Ealingu Townshend studoval spolu s Ronniem Woodem, budoucím kytaristou The Rolling Stones, a s Freddiem Mercurym, budoucím zpěvákem Queen. Přednášeli zde významní umělci a designeři, například průkopník autodestruktivního umění Gustav Metzger. V té době byl Townshendovým spolubydlícím Tom Wright, který měl rozsáhlou sbírku desek, kterou Townshend poslouchal, a ovlivnili ho tak R&B umělci jako Howlin' Wolf, John Lee Hooker, Bo Diddley, Booker T. & the MGs, Little Walter a Chuck Berry. Townshend školy zanechal v roce 1964, aby se mohl plně věnovat hudbě.

## Hudební kariéra

### 1961–1964: the Detours
V létě 1961 John Entwistle nabídl Townshendovi členství v The Detours, skifflové rock and rollové kapele, jako další kytarista. Zpočátku se repertoár kapely sestával převážně z coverů písní The Shadows, The Ventures a popových a tradičních jazzových skladeb. Roger Daltrey hrál sólovou kytaru, Townshend na rytmickou kytaru, Entwistle na baskytaru, Doug Sandom na bicí a Colin Dawson zpíval. Daltrey byl zároveň lídrem kapely. Dawson v roce 1962 po hádkách s Daltreym od kapely odešel. Poté se z Daltreyho stal hlavní zpěvák a Townshend začal hrát sólovou kytaru. Pomocí Townshendovy matky kapela získala smlouvu s Robertem Drucem, který z kapely udělal předskokany skupin jako Screaming Lord Sutch, Cliff Bennett and the Rebel Rousers, Shane Fenton and the Fentones a Johnny Kidd and the Pirates. V roce 1963 Townshendův otec zařídil amatérské nahrávání „It Was You“, vůbec první skladby, kterou jeho syn složil. Protože již existovala jiná kapela The Detours, byli nuceni si změnit jméno. Townshendův spolubydlící Richard Barnes vymyslel nový název The Who a Daltrey jej odsouhlasil.

### 1964–1982: the Who

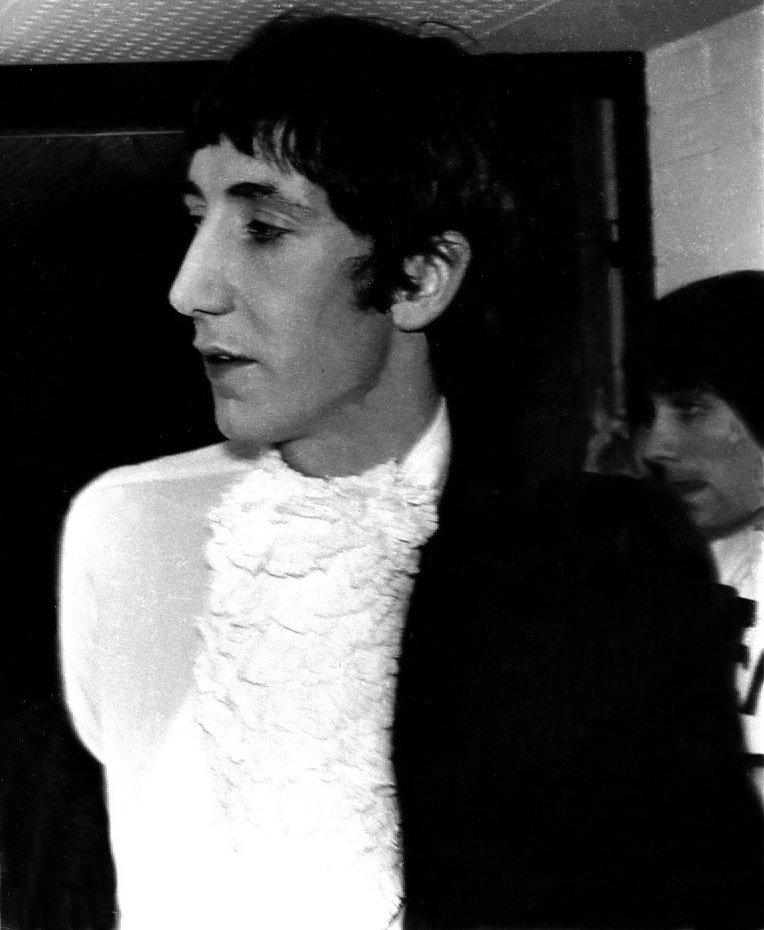
Townshend v zákulisí před koncertem v Ludwigshafenu v Německu (1967)

Nedlouho po přejmenování byl Doug Sandom nahrazen Keithem Moonem, který předtím několik let hrál poloprofesionálně s The Beachcombers. Brzy se kapely ujal Peter Meaden, který je přesvědčil, aby si změnili název na The High Numbers, a přiblížil je subkultuře mods. Poté, co vydali jeden neúspěšný singl („I'm the Face/Zoot Suit“), se zbavili Meadena a podepsali smlouvu s dvěma novými manažery, Chrisem Stampem a Kitem Lambertem, kteří spolu chtěli najít novou talentovanou kapelu a vytvořit o ní dokumentární film. Těm se název The High Numbers nelíbil, a tak jej změnili zpět na The Who. V červnu 1964, během vystoupení v Railway Tavern, Townshend náhodou o nízký strop zlomil krk své kytary a následně zničil celý nástroj. Rozbíjení nástrojů na pódiu se stalo běžnou součástí koncertů The Who.
S pomocí Lamberta The Who zaujali amerického hudebního producenta Shela Talmyho, který pro kapelu obstaral nahrávací smlouvu. Townshend napsal skladbu „I Can't Explain“, která záměrně napodobovala sound The Kinks, další kapely, jejíž byl Talmy producentem. Tento singl vyšel v lednu 1965, umístil se na osmém místě britských hitparád a stal se tak prvním hitem The Who. Následující singl „Anyway, Anyhow, Anywhere“, na kterém se autorsky podíleli Daltrey a Townshend, se umístil na desátém místě v britské hitparádě. Nicméně to bylo vydání jejich třetího singlu „My Generation“ v listopadu téhož roku, které, podle jejich životopisce Marka Wilkersona, „potvrdilo jejich pověst pragmatické kapely, která odrážela pocity tisíců nasraných adolescentů té doby“. Tento singl napsaný Townshendem se umístil na druhém místě britských hitparád a stal se největším hitem The Who. Tato píseň a její slavný verš – „doufám, že zemřu dřív, než zestárnu“ – byla „především o hledání místa ve společnosti“, prohlásil Townshend v rozhovoru s Davidem Frickem.
Aby vydělali na úspěchu nedávného singlu, vydali The Who na konci roku 1965 své debutové album My Generation (The Who Sings My Generation ve Spojených státech), které obsahovalo původní Townshendovy skladby a několik coverů písní Jamese Browna, které si Daltrey oblíbil. Townshend dále napsal několik úspěšných singlů, včetně „Pictures of Lily“, „Substitute“, „I'm a Boy“ a „Happy Jack“. Lambert Townshenda přesvědčil, aby pro další album psal delší skladby. Tak vzniklo „A Quick One, While He's Away“. Album bylo později pojmenováno A Quick One a ihned po vydání v prosinci 1966 obsadilo čtvrté místo v hitparádách. Na koncertech Townshend začal používat pro něj charakteristický pohyb, ve kterém točí rukou proti strunám na kytaře, což připomíná větrný mlýn. Na tuto techniku přišel při sledování Keithe Richardse, jak se před koncertem protahuje.

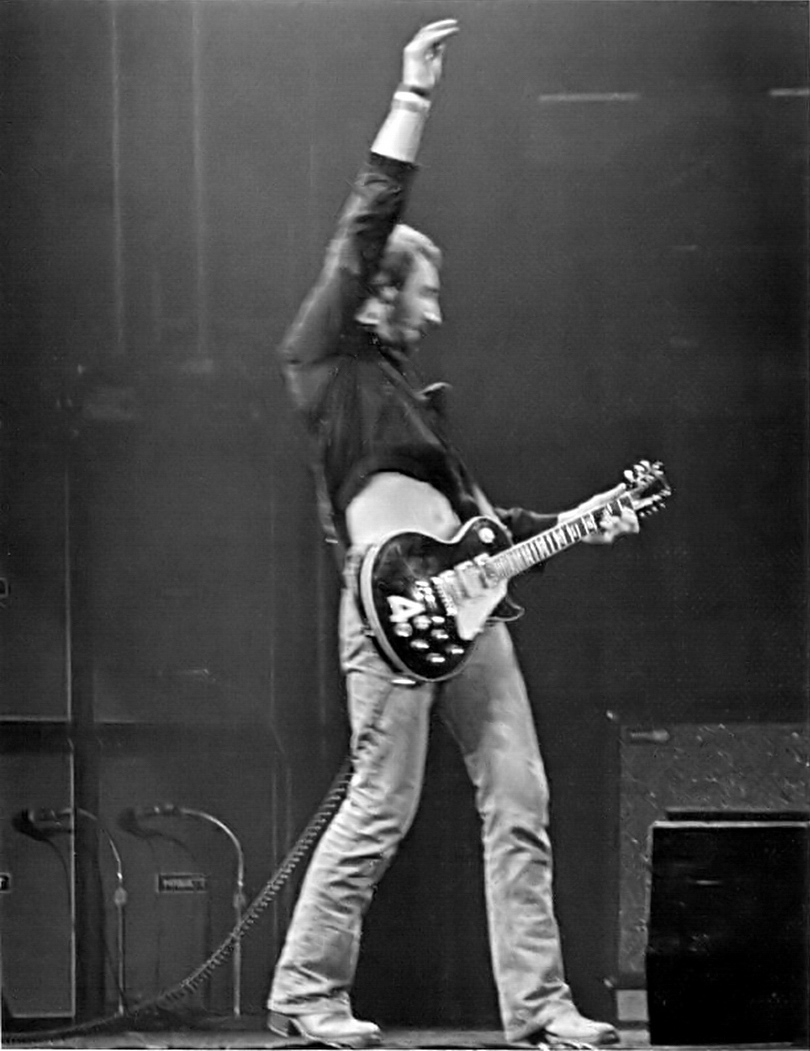
Townshednův „větrný mlýn“ (1976)

Své první americké turné zahájili The Who 22. března 1967. Nezačalo zrovna nejlépe; Townshend a Daltrey byli zatčeni za napadení policisty, kterého považovali za výtržníka. Townshend si našel zálibu v rozbíjení hotelových pokojů, ačkoliv v daleko menší míře než Moon. Začal experimentovat s LSD, s čímž přestal poté, co si 18. června před Monterey Pop Festivalem vzal velmi silný trip. Další album, vydané v prosinci téhož roku, bylo The Who Sell Out – konceptuální album inspirované pirátským rádiem, které mělo vliv na růst popularity The Who. Nezi písněmi obsahovalo několik zábavných znělek a parodujících reklam a singl „I Can See for Miles“. Navzdory úspěchu tohoto singlu, který se umístil na devátém místě americké hitparády, byl Townshend překvapený, že se „I Can See for Miles“ nestal velkým hitem, protože jej označil za do té doby svou nejlepší skladbu.
V roce 1968 se Townshend začal zajímat o učení Mehera Baby. Začal tvořit hudební dílo o hluchém, němém a slepém chlapci, který prožívá pocity pomocí hudby. Toto dílo zkoumá dogmata Babovy filozofie. Výsledkem byla rocková opera Tommy vydaná 23. května 1969. Sklidila uznání kritiky a komerční úspěch. Na podporu tohoto alba vyjeli The Who na turné, které obsahovalo legendární vystoupení na Woodstocku 17. srpna. Zatímco The Who hráli, Abbie Hoffman, vedoucí představitel Yippies, vyskočil na pódium a stěžoval si na zatčení Johna Sinclaira. Townshend ho okamžitě srazil se svou kytarou z pódia.
V roce 1970 The Who vydali album Live at Leeds, které několik kritiků označilo za nejlepší živé album všech dob. Townshend začal psát materiál pro novou rockovoi operu Lifehouse. Měl to být multimediální projekt, který by symbolizoval vztah mezi hudebníkem a publikem. Zbytek kapely byl zmatený složitým dějem a chtěl jiné album. Townshend se začal cítit odcizený a poté, co utrpěl nervové zhroucení, byl projekt zastaven. Většina materiálu pro Lifehouse byla vydána na tradičním studiovém albu Who's Next. To se stalo velmi komerčně úspěšné, v britské hitparádě se umístilo na prvním místě a obsahovalo hity "Baba O'Riley" a "Won't Get Fooled Again", které obsahují novátorské použití syntezátoru. "Baba O'Riley" byla částečně napsaná jako Townshendova óda na jeho dva idoly té doby, Mehera Babu a skladatele Terryho Rileyho.

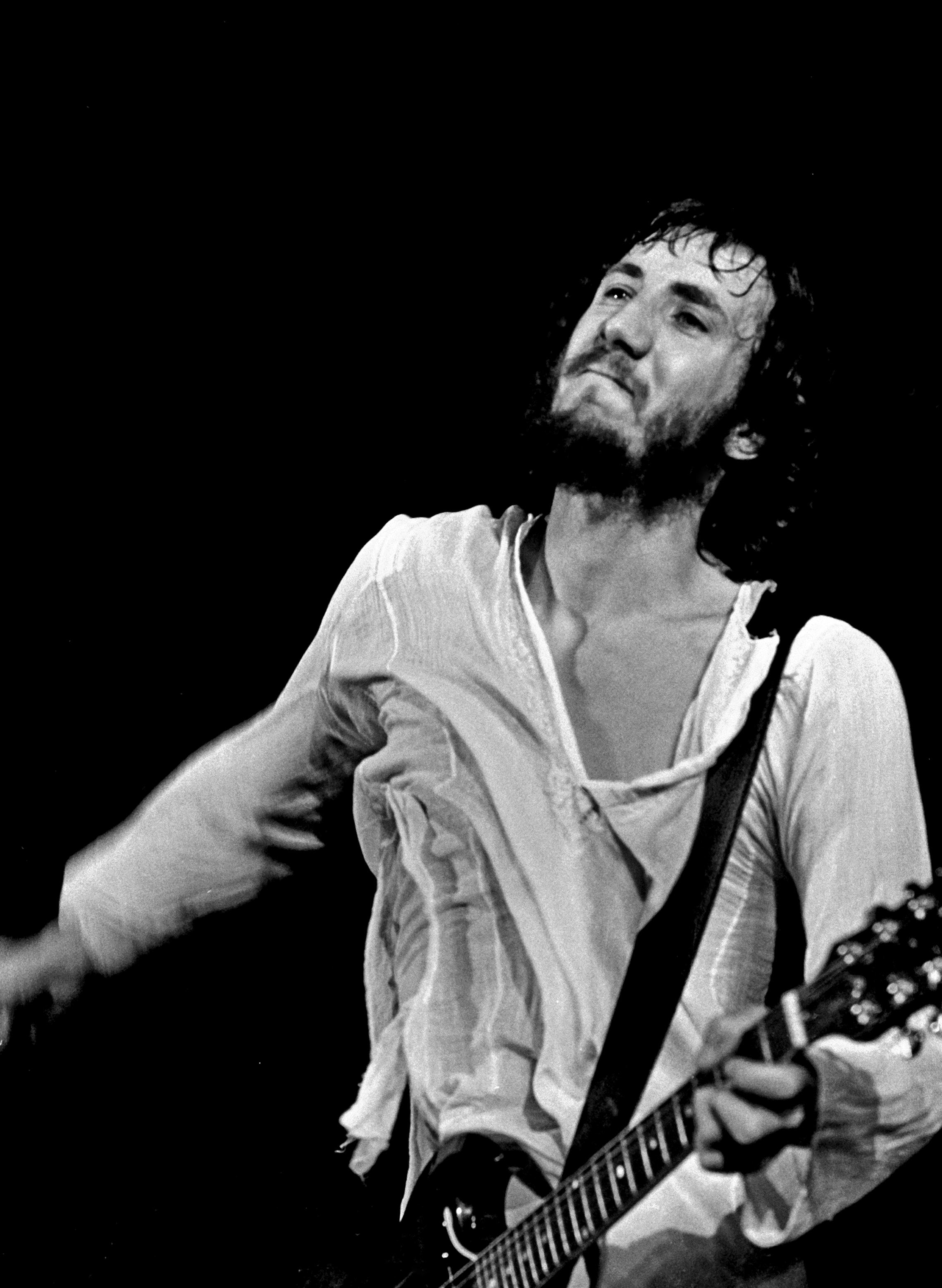
Pete Townshend v Hamburku v Německu (srpen 1972)

V roce 1973 začal psát Townshend skladby pro novou rockovou operu. Rozhodl se, že bude o subkultuře mods a jejích střetech s rockery začátkem 60. let ve Spojeném království. Nazval ji Quadrophenia a jedná se o jediné album The Who, které kompletně napsal Townshend, který jej kvůli zkaženému vztahu s Lambertem též produkoval. Bylo vydáno v listopadu a umístilo se na druhém místě v britských i amerických hitparádách. Na turné hráli toto album s pomocí předem nahraných pásek, což způsobovalo neshody. Během vystoupení v Newcastlu pásky selhaly, načež Townshend přitáhl na pódium zvukového inženýra Boba Priddena, křičel na něj a částečně závadné pásky zničil. 14. dubna 1974 hrál Townshend svůj první sólový koncert, benefit pro londýnské kulturní centrum.
18. března 1975 měla premiéru filmová verze Tommyho, ve které mimo jiné hráli Ann-Margret, Tina Turner, Elton John a Jack Nicholson. Townshend byl nominován na Academy Award. V listopadu bylo vydáno album The Who by Numbers, kterése umístilo na sedmém místě v britských a na osmém místě v amerických hitparádách. Obsahovalo introspektivní skladby, často pesimistické. Obsahovalo singl „Squeeze Box“, jenž Townshend napsal poté, co se naučl hrát na akordeon. Po turné v roce 1976 si dal Townshend roční pauzu od kapely, aby se mohl věnovat rodině.
Navzdory smrti dvou jejích členů byla a je kapela nadále úspěšná. Mnoha hudebními kritiky jsou The Who považováni za jednu z nejlepších koncertujících kapel, jejíž kariéra trvá od poloviny 60. let až dodnes. Je charakteristická kombinací velké hlasitosti, šoumenství, široké škály rockových rytmů a vysoce energického soundu. The Who i v 21. století stále vystupují na významných událostech, včetně kritikou vysoce uznávaných vystoupení na The Concert for New York City v roce 2001, Isle of Wight Festivalu v roce 2004, Live 8 v roce 2005 nebo na festivalu Glastonbury v roce 2007.
Townshend zůstal hlavním skladatelem a lídrem The Who, pro něž nepsal více než sto skladeb, které se objevily na jedenácti studiových albech. Mezi jeho známé úspěchy patří vytvoření druhé novátorské rockové opery Quadrophenia; dramatické vystupování na pódiu; využívání kytarové zpětné vazby a novátorské využití syntezátoru v rockové hudbě.

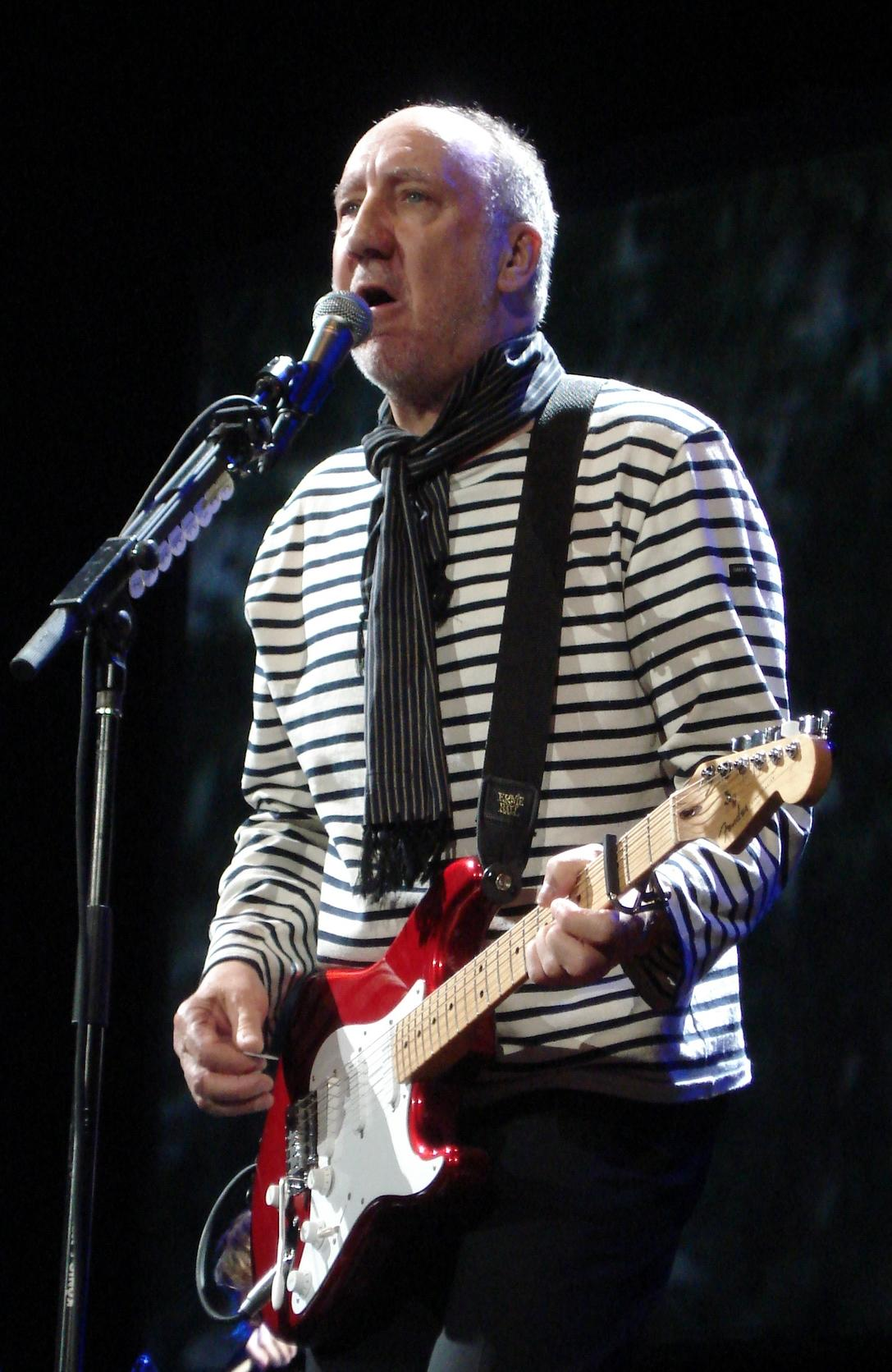
Pete Townshend v roce 2008

### 1972–2002: sólová kariéra
Kromě práce s The Who se Townshend ojediněle věnuje i své sólové kariéře. V letech 1969–1971 Townshend spolu s dalšími stoupenci Mehera Baby nahráli tři alba zasvěcená jeho učení: Happy Birthday, I Am a With Love. V roce 1972 vydal své první skutečně sólové album Who Came First. S baskytaristou The Faces a stoupencem Mehera Baby Ronniem Lanem spolupracoval na albu Rough Mix (1977). Po smrti bubeníka The Who Keithe Moona následoval průlom v Townshendově sólové kariéře v podobě alba Empty Glass (1980), které obsahovalo úspěšné singly „Let My Love Open the Door“ a „Rough Boys“. Následovalo album All the Best Cowboys Have Chinese Eyes (1982) s populární rádiovou písní „Slit Skirts“. Ačkoliv nepředstavovalo velký komerční úspěch, známý hudební kritik Timothy Duggan jej označil za „nejupřímnější a nejvíce introspektivní Townshendův počin od Quadrophenie“. V 80. a 90. letech Townshend dále experimentoval s rockovými operami a podobnými formáty a vydal několik konceptuálních alb White City: A Novel (1985), The Iron Man: A Musical (1989) a Psychoderelict (1993).
Townshend také nahrál několik koncertních alb, včetně jednoho s Deep End, superskupinou, kterou sám sestavil. Ta odehrála jen tři koncerty a jedno televizní vystupení pro The Tube.

### Nedávná práce s The Who
Od poloviny 90. let až dodnes se Townshend účastnil řady turné s žijícími členy The Who, včetně turné v roce 2002, která pokračovala navzdory Entwistleovy smrti.
V únoru 2002 bylo oznámeno velké celosvětové turné na podporu jejich prvního nového alba od roku 1982. Townshend na svém blogu od září 2005 publikoval polo-autobiografický příběh The Boy Who Heard Music. Blog byl ukončen v srpnu 2006. 25. února 2006 oznámil vydání mini-opery inspirované touto novelou. V říjnu 2006 The Who vydali Endless Wire, první studiové album po 26 letech.
7. února 2010 hráli The Who na Super Bowl XLIV. V roce 2012 oznámili, že vyjedou na turné, kde budou hrát rockovou operu Quadrophenia.
The Who byli posledním interpretem na závěrečném ceremoniálu Letních olympijských her 2012, kde zahráli skladby "Baba O'Riley", "See Me, Feel Me" a "My Generation".

## Politické názory
V roce 1998 byl Townshend uveden na seznam největších soukromých finančních podporovatelů Labouristické strany. V roce 1961, když byl Townshend na umělecké škole, vstoupil do Ligy Mladých Komunistů. V rozhovoru v roce 1974 uvedl, že v praxi poznal, že je kapitalista, který byl za svou práci dobře odměněn, ale že jeho názory byly komunistické.
V rozhovoru pro The Times z roku 2019 Townshend odhalil, že je pro setrvání Spojeného království v EU, a prohlásil: „Jsem pro setrvávaní a Daltrey je pro brexit. Věřím v Boha, on ne."

## Diskografie

### Sólová alba
- Who Came First (1972)
- Rough Mix (1977) (s Ronniem Lanem)
- Empty Glass (1980)
- All the Best Cowboys Have Chinese Eyes (1982)
- White City: A Novel (1985)
- The Iron Man: The Musical by Pete Townshend (1989)
- Psychoderelict (1993)